# Martin Plaa

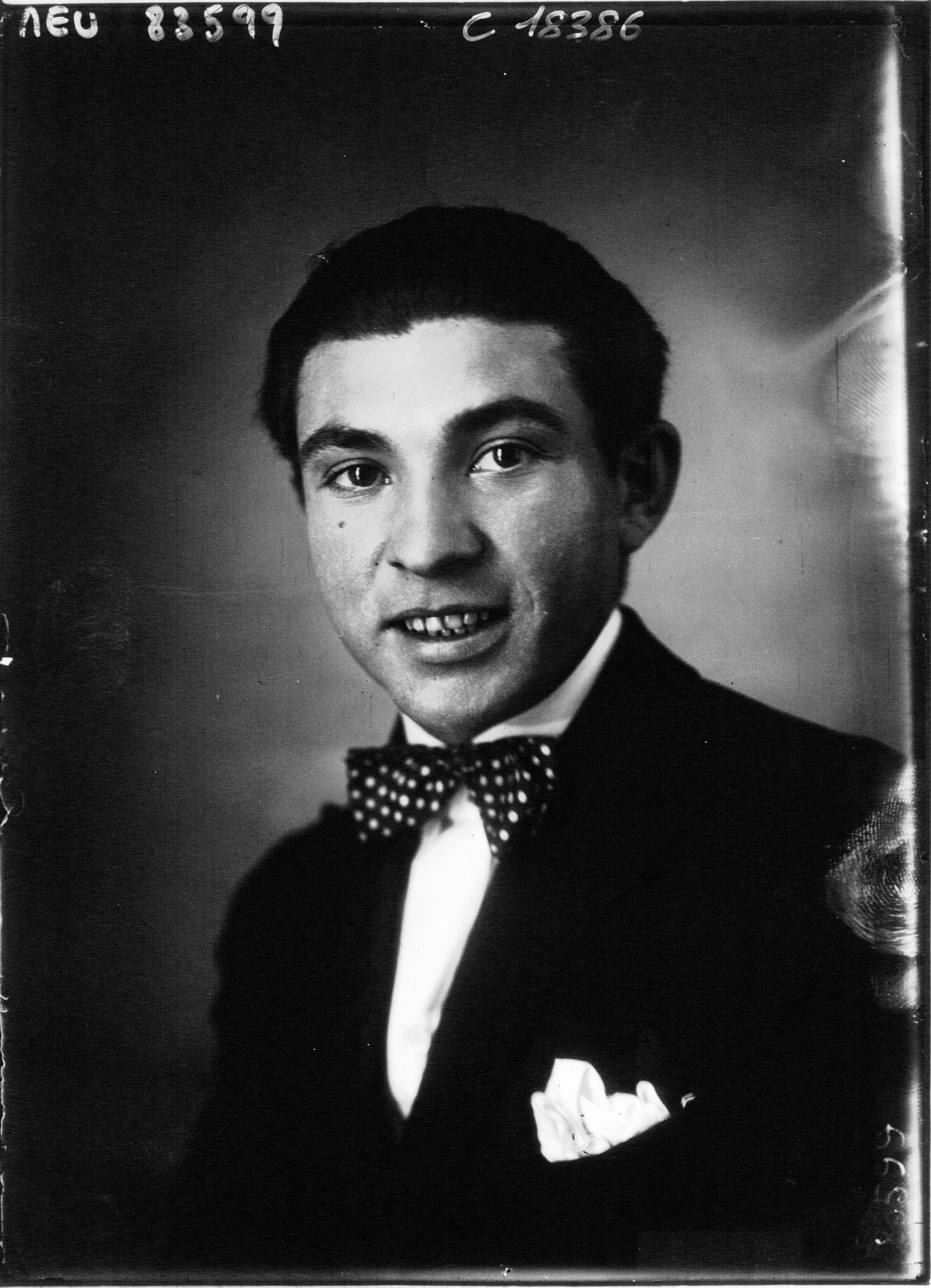
Plaa im Jahr 1920

Martin Plaa (* 12. März 1901 in Bidart; † 29. März 1978) war ein französischer Tennisspieler und -trainer der 1920er und 1930er Jahre.

## Karriere
Als Profispieler konnte Plaa in der Zeit vor der Open Era nicht an den Turnieren der ITF teilnehmen. 1931 gewann er die Französischen Meisterschaften der Profis in Paris. 1932 und 1934 gelang ihm dort jeweils der Finaleinzug. Im Jahr 1932 gewann er darüber hinaus die Weltmeisterschaften der Profis in Berlin.
Obwohl ihm als Profi auch eine aktive Teilnahme am Davis Cup verwehrt war, so war er doch eine gewisse Zeit Trainer der erfolgreichen französischen Davis-Cup-Mannschaft um René Lacoste, Henri Cochet, Jean Borotra und Jacques Brugnon, der so genannten „vier Musketiere“.
Plaa erlag im Alter von 77 Jahren einem Herzinfarkt.

## Einzeltitel
| Nr. | Jahr | Turnier                                           | Finalgegner     | Ergebnis           |
| --- | ---- | ------------------------------------------------- | --------------- | ------------------ |
| 1   | 1931 | Championnat International de France Professionnel | Robert Ramillon | 6:3, 6:1, 3:6, 6:2 |
| 2   | 1932 | Weltmeisterschaften der Profis                    | Bill Tilden     |                    |

- German Pro Championships: 1930 (gg. Hans Nüsslein), 1932 (gg. Bill Tilden / war gleichzeitig World Pro)

## Werke
- Seize leçons de tennis. Société parisienne d’édition, Paris 1932.